# Eleanor Coppola

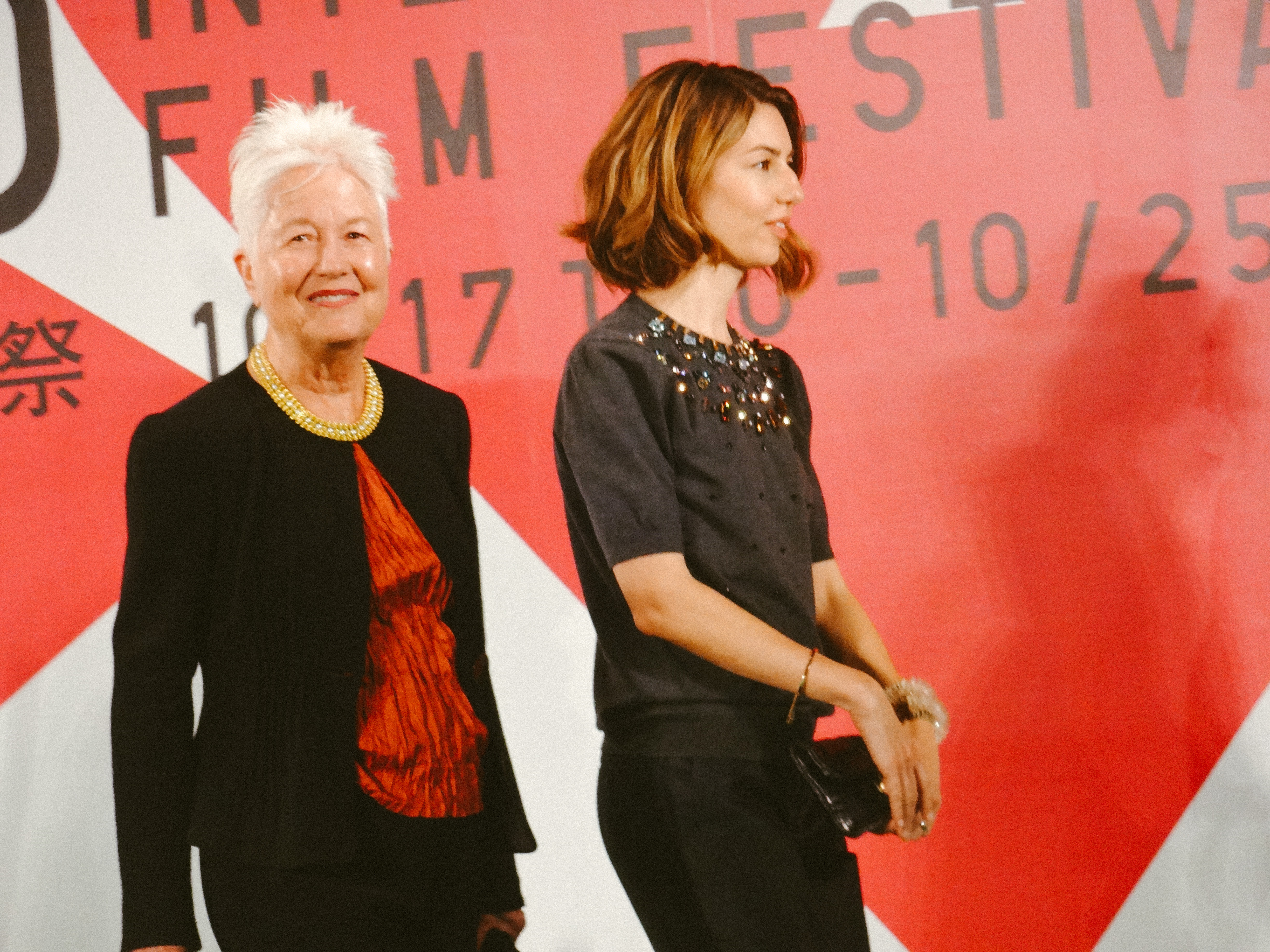
Sofia Coppola y Eleanor Coppola en el 26 Festival Internacional de cine de Tokio.

Eleanor Jessie Coppola (de soltera Neil; Los Ángeles, 4 de mayo de 1936-Rutherford, California, 12 de abril de 2024) fue una documentalista, artista y escritora estadounidense. Es más conocida por su película documental de 1991 Hearts of Darkness: A Filmmaker's Apocalypse, así como por otros documentales que narran las películas de su esposo e hijos. Estaba casada con el director Francis Ford Coppola.

## Primeros años
Nació el 4 de mayo de 1936, en Los Ángeles, California. Su padre era un caricaturista político de Los Angeles Examiner que murió cuando ella tenía 10 años. Ella y sus hermanos fueron criados por su madre, Delphine Neil en Sunset Beach, California. Se graduó en UCLA con un título en diseño aplicado.
Mientras trabajaba en el set de la película de terror Dementia 13 de 1962, conoció a su futuro esposo, Francis Ford Coppola. Su puesto era asistente de dirección de arte, mientras Coppola hacía su debut como director en la película. La pareja se casó en Las Vegas el 2 de febrero de 1963 y dio a luz a su primer hijo, Gian-Carlo Coppola. Años más tarde, Eleanor dio a luz a Roman y Sofia Coppola.

## Carrera cinematográfica
Eleanor ha sido una presencia constante en las películas dirigidas por los miembros famosos de su familia. Su contribución cinematográfica consiste principalmente en documentales en los que ha actuado como directora, directora de fotografía, videógrafa y escritora.
Muchos de sus documentales consisten en miradas detrás de escena de películas como Marie Antoinette, que fue dirigida por su hija Sofia Coppola. En sus documentales, Eleanor captura las luchas que han puesto en peligro las películas de su familia incluso antes de que llegaran a la pantalla grande. A través de su trabajo cinematográfico, Eleanor Coppola es capaz de ilustrar no solo lo que implica financieramente una película, sino también capturar el costo emocional que tiene el cine en las personas dentro y fuera de la cámara.

### Apocalipsis now
Para su carrera cinematográfica en sus inicios, Eleanor Coppola pasó gran parte de su tiempo acompañando a su marido en sus rodajes. En 1976, comenzó a documentar la realización de la película de guerra de Coppola Apocalypse Now. Sus grabaciones del agitado proceso cinematográfico se publicaron más tarde en sus memorias Notes on the Making of Apocalypse Now en 1979. El libro narra eventos tales como la casi destrucción de la producción de la película, así como el estrés que sufrían tanto el elenco como el equipo en ese momento. Esta no sería la única documentación sobre la realización de Apocalypse Now de Francis Ford Coppola, ya que ella decidió filmar un documental basado en la misma película.
El documental Hearts of Darkness: A Filmmaker's Apocalypse fue codirigido por Eleanor Coppola, Fax Bahr y George Hickenlooper. En ella, se narra las pruebas y dificultades que rodearon la producción de la película galardonada, ya que no solo surgieron problemas con el estudio, sino también con el elenco y el equipo que trabajaba en ese momento. Dichos eventos captados por la cámara incluyen el ataque de nervios del protagonista de la película, Martin Sheen, así como el problema que tuvo Francis Ford Coppola cuando se destruyó un costoso plató.
La película documental se estrenó en 1991 y ganó varios premios, como el Emmy por "Logro individual sobresaliente - Programación informativa - Dirección". También fue nominada para un premio documental del Director's Guild of America (DGA) en 1991.

### Largometraje
Coppola hizo su debut como directora de cine con la comedia romántica de 2016 Paris Can Wait, protagonizada por Diane Lane como la esposa de un rico productor de cine y Arnaud Viard como un encantador francés que la lleva de Cannes a París. La película se estrenó en el Festival Internacional de Cine de Toronto de 2016.
En 2020, Coppola estrenó su segundo largometraje, Love Is Love Is Love, un conjunto de historias de amor entrelazadas sobre tres parejas.

## Escritora
Eleanor Coppola ha escrito dos libros exitosos. Su primer libro, Notes on the Making of Apocalypse Now, registró el viaje de la película desde 1976 hasta 1979. Su toma de notas detalladas continuó en otras áreas de su vida mientras recopilaba y escribía sobre los principales eventos de su vida. Con notas que cubren un lapso de tiempo de treinta años, Eleanor continuaría escribiendo el libro Notas sobre una vida.